# Enrique Benamo
Enrique Benamo (ur. 5 marca 1960 roku) – argentyński kierowca wyścigowy.

## Kariera
Benamo rozpoczął karierę w międzynarodowych wyścigach samochodowych w 1980 roku od startów w Argentyńskiej Formule 2, gdzie dwukrotnie wygrywał. Z dorobkiem 33 punktów uplasował się tam na czwartej pozycji w klasyfikacji generalnej. W późniejszych latach pojawiał się także w stawce Europejskiej Formuły 3, Brytyjskiej Formuły 3, Południowoamerykańskiej Formuły 2, Południowoamerykańskiej Formuły 3 oraz Turismo Nacional (TN) Argentina.